# Stahlmantelrohr
Stahlmantelrohre, kurz SMR, werden in der Fernwärme eingesetzt um Heißwasser oder Dampf zu transportieren. Sie unterscheiden sich in Aufbau und technischer Auslegung von Kunststoffmantelverbundrohr und flexiblem Verbundrohr. In Industrieanlagen werden sie zum Transport von heißen, seltener auch kalten, gasförmigen und flüssigen Medien, sowie aufgrund der Doppelhüllenkonstruktion auch zum Transport von gasförmigen und flüssigen Gefahrstoffen, eingesetzt.

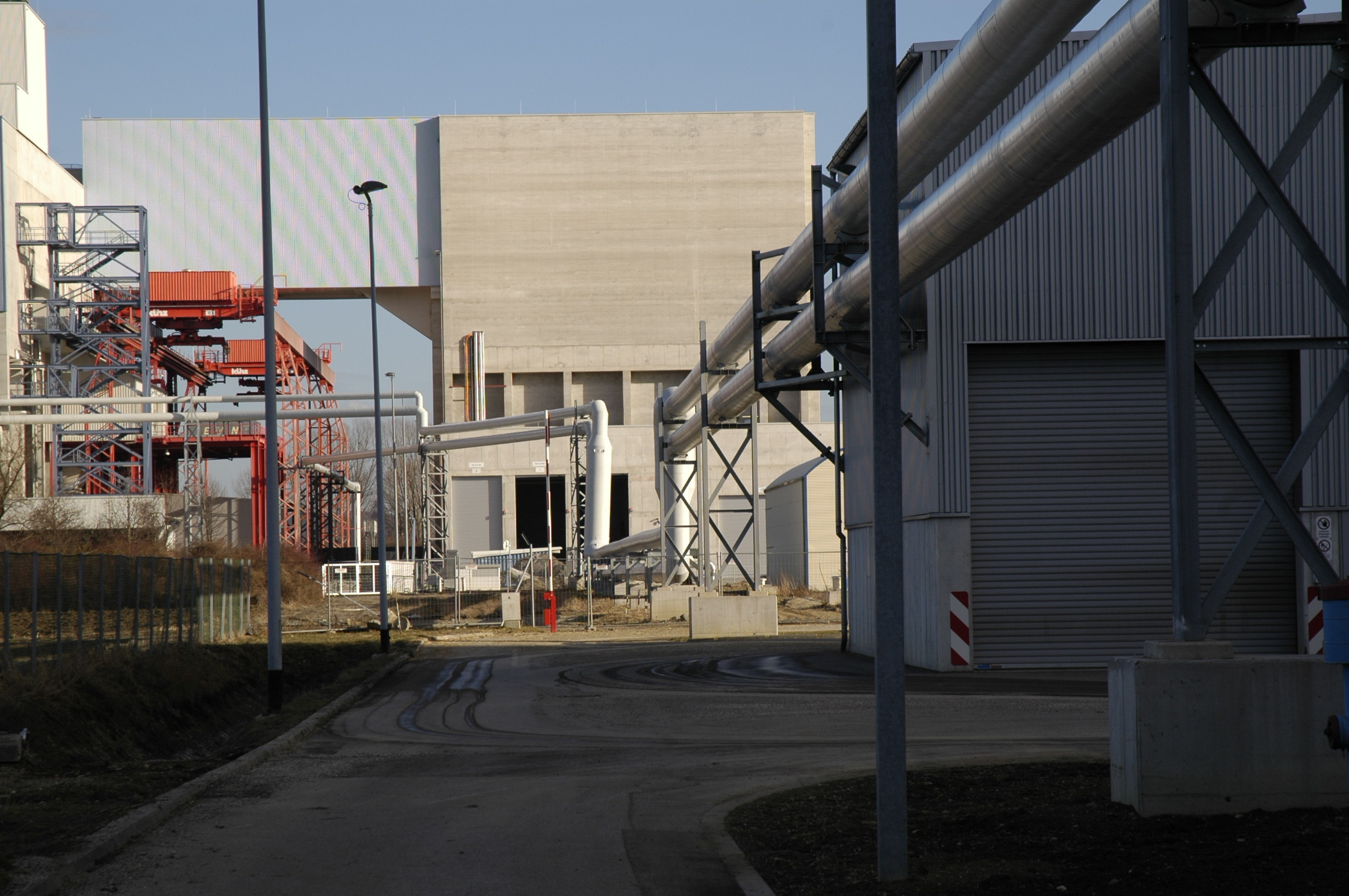
Stahlmantelrohr freiverlegt für den Transport von Dampf

## Technischer Aufbau
Stahlmantelrohre bestehen aus einem äußeren Schutz- und Tragrohr, dem sogenannten Mantelrohr, welches aus Stahl gefertigt und abhängig vom Einsatz entweder durch einen Korrosionsschutzanstrich für Freileitungen oder durch eine Umhüllung aus Polyethylen oder Bitumen für erdverlegte Leitungen geschützt ist.
Das Mediumrohr ist zumeist mittig innerhalb des Mantelrohres angeordnet und besteht zumeist aus Stahl, seltener aus einem anderen, meist metallischen Werkstoff. Es ist in der Regel axial beweglich gelagert. Selten werden innerhalb eines einzelnen Stahlmantelrohres zwei oder mehrere Medienrohre angeordnet. Zur Lagerung des Medienrohres werden Rollenlager oder Gleitlagerkonstruktionen mit Faserzement und Asbest als sogenannte Loslager eingesetzt. Bei deren Konstruktion wird neben der erforderlichen Statik auch auf möglichst geringe Wärmeverluste geachtet wird. Seltener, z. B. im Bereich von Armaturen, Abzweigen oder Übergängen auf andere Rohrsysteme, muss die Axialverschiebung des Medienrohres unterbunden werden. In diesen Bereichen werden Medienrohr und Mantelrohr mit einem Festpunkt starr miteinander verbunden. Auch bei den Festpunkten wird neben der erforderlichen Widerstandsfähigkeit auf möglichst geringe Wärmeverluste geachtet.
Die Rohre werden als Stangenware meist in Längen von 12 bis 24 Meter (seltener auch 6 Meter) oder je nach Kundenwunsch in beliebigen Längen ausgeliefert, wobei die maximale Länge durch den notwendigen Transport vom Hersteller zur Baustelle begrenzt ist. Da es sich um eine starre Rohrleitung handelt, werden für Bögen entsprechende Formstücke eingesetzt, die ebenso wie das Stahlmantelrohr aufgebaut sind. Ebenfalls sind Armaturen erhältlich, die wie ein Stahlmantelrohr aufgebaut sind. Stahlmantelrohre werden auf Grund des relativ geringen Bedarfs nur nach Beauftragung hergestellt, wobei der Vorfertigungsgrad verhältnismäßig hoch ist. Stahlrohre, Loslager und Festpunkte liegen in der Regel vorgefertigt bereit. Wegen der teilweise sicherheitskritischen Anwendungen werden die Schweißnähte der Stahlmantelrohre normalerweise einer 100-%-Prüfung unterzogen.
Der Raum zwischen Mediumrohr und Mantelrohr wird Ringraum genannt. An der Außenseite des Mediumrohres befindet sich meist eine Wärmedämmung aus Mineralfaserwolle (Stein- oder Glaswolle), die jedoch nicht den gesamten Ringraum ausfüllt.
Zur weiteren Reduktion der Wärmeverluste, aber auch zur Leckagemeldung, wird meist ein Grobvakuum im Ringraum hergestellt, dessen Restdruck niedrig genug gewählt wird, um Konvektion im Ringraum zuverlässig zu unterbinden. Ein Wärmeübergang erfolgt somit nur noch durch Gaswärmeleitung und Wärmestrahlung im Ringraum sowie durch Wärmeleitung über die Festpunkte und Loslager.
Übliche Restdrücke liegen bei etwa 100 bis 500 Pa (1 bis 5 mbar). Bei sorgfältiger Fertigung hält sich dieses Vakuum nach dem erstmaligen Aufwärmen über Jahre und der Ringraum muss nur alle 2 bis 4 Jahre nachevakuiert werden. In größeren Stahlmantelrohrnetzen, in denen sich z. B. an den Armaturen Undichtigkeiten nicht gänzlich vermeiden lassen, wird an den Ringraum nach der Evakuierung eine stationäre Vakuumpumpe mit automatischer Steuerung zur Aufrechterhaltung des Vakuums angeschlossen.

## Auslegung der Rohre
Stahlmantelrohre werden in der Regel geometrisch so gestaltet, dass ein sicherer Betrieb bei der vorgesehenen maximalen Dauerbetriebstemperatur ohne Vakuum im Ringraum möglich ist. Die maximale Temperatur am Mantelrohr wird von dessen Umhüllung bestimmt und liegt in der Regel bei einer Umhüllung mit Polyethylen bei 50 °C und bei einer Umhüllung mit Bitumen bei 60 °C, da diese Stoffe bei höheren Temperaturen zu fließen beginnen. Als Freileitung verlegte Stahlmantelrohre ohne Umhüllung des Mantelrohres müssen mit Absperrungen gegen die Berührung durch Menschen und größere Tiere versehen werden, wenn die Mantelrohrtemperatur 60 °C überschreiten kann.
Das Vakuum dient beim Transport von Heißwasser oder Dampf primär der Reduktion der Wärmeverluste. Die Leckmeldung spielt eine untergeordnete Rolle, da anhand der von einer stationären Vakuumpumpe im Leckagefall angesaugten Gase eine Unterscheidung zwischen Lecks im Mediumrohr und im Mantelrohr kaum möglich ist. In beiden Fällen werden in der Luft enthaltene Gase (Stickstoff, Sauerstoff, Argon) und Wasserdampf angesaugt. Liegt die Leitung in feuchter Umgebung, kann u. U. nicht einmal die Wasserdampfkonzentration Aufschluss darüber geben, ob sich das Leck im Mediumrohr oder im Mantelrohr befindet.
Beim Transport von Gefahrstoffen dient das Vakuum primär der Lecküberwachung. Die Reduktion der Wärmeverluste spielt nur eine Rolle, wenn die Mediumtemperatur stark von der Umgebungstemperatur abweicht. Zur Leckageüberwachung wird zwischen Ringraum und stationäre Vakuumpumpe ein Gasdetektor eingebaut, der auf eine oder mehrere gasförmige Komponenten des zu transportierenden Gefahrstoffs reagiert. Der Gasdetektor wird so gewählt, dass er auf Gase anspricht, die in der Umgebung normalerweise nicht in messbaren Konzentrationen vorliegen.
Beim Transport warmer oder kalter Medien muss die Axialverschiebung des Mediumrohres kompensiert werden. Es werden dafür nach Möglichkeit U- oder Z-Bögen verwendet, da die früher häufig verbauten Faltenbalgkompensatoren Schwachpunkte darstellen.

## Anwendungsgrenzen
Stahlmantelrohre werden zumeist nur eingesetzt, wenn die maximale Betriebstemperatur über 145 °C liegt, da für Anwendungen mit niedrigeren Betriebstemperaturen Kunststoffmantelverbundrohre wesentlich kostengünstiger verlegt werden können. Ausnahmen bilden Sonderbauwerke wie Düker und Rohrbrücken, wo Konstruktionen mit Stahlmantelrohren günstiger sein können, als andere Konstruktionen, oder die technisch einzige Möglichkeit darstellen. Die maximale Betriebstemperatur liegt bei ca. 435 °C. Die minimale Betriebstemperatur für Kälteanwendungen liegt bei ca. −162 °C. (LNG – Liquefied Natural Gas)

## Hersteller
- INPAL Industries[1]
- FW-Fernwärme-Technik GmbH[2]
- ISOBRUGG Stahlmantelrohr GmbH[3]